# 6134 Kamagari
A 6134 Kamagari (ideiglenes jelöléssel (6134) 1990 RA5) a Naprendszer kisbolygóövében található aszteroida. Henry Holt fedezte fel 1990. szeptember 15-én.